# زالومون دي وولف
زالومون دي وولف (بالهولندية: Salomon de Wolff)‏ هو اقتصادي هولندي، ولد في 13 أغسطس 1878 في سنيك في هولندا، وتوفي في 24 نوفمبر 1960.